# Matelot
Pour l’article homonyme, voir Matelot (film).
 (mai 2013).

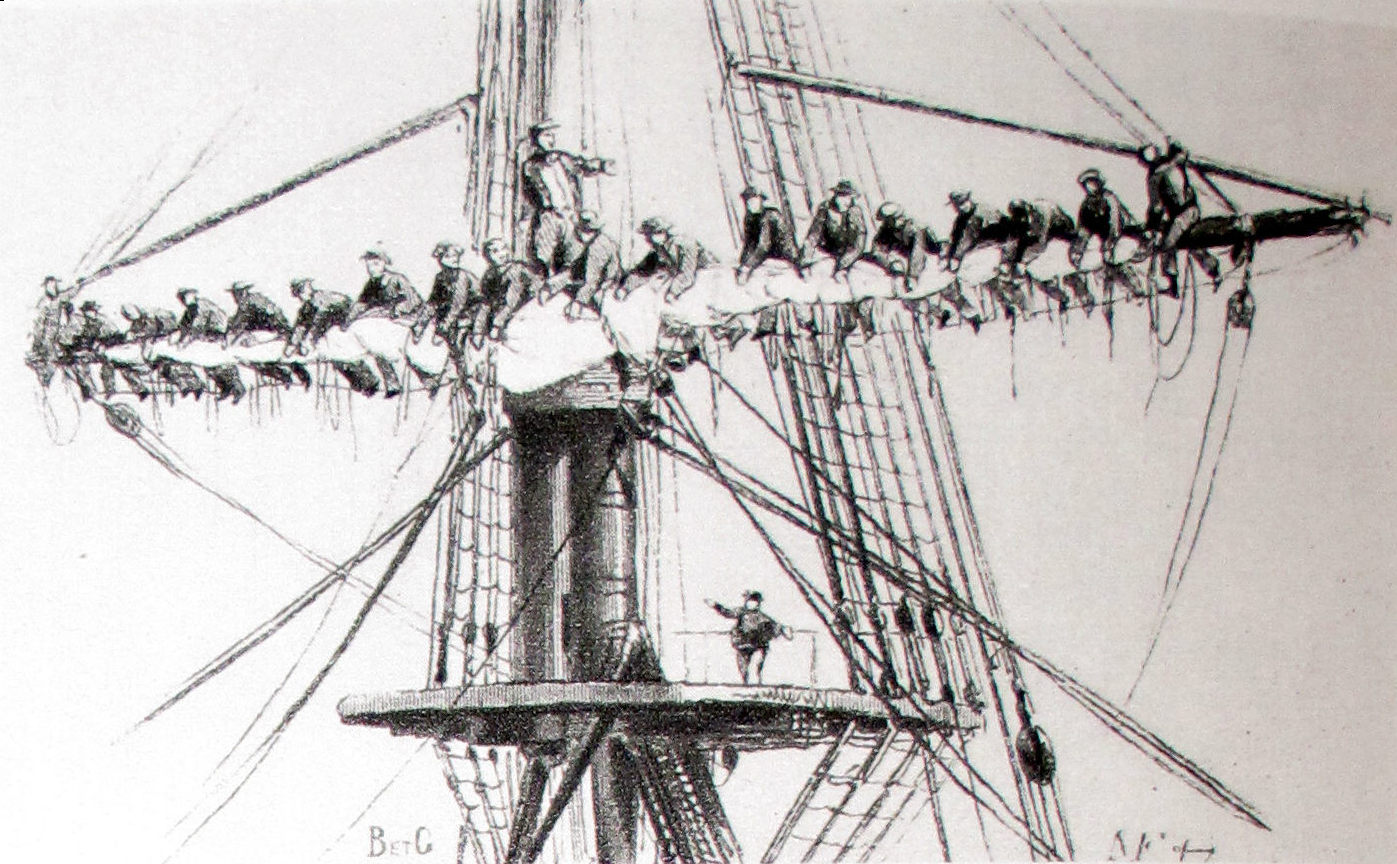
Des matelots dans la mâture au milieu du XIXe siècle. Le terme matelot est issu du vocabulaire de la marine à voile.

Matelot est un grade au sein de nombreuses marines ou un homme d’équipage dans la marine marchande. Le terme est issu de la marine à voile, puisque étymologiquement le matelot est « l’homme du mât ».

## Historique
Dans la marine à voile, le matelot fait le service des voiles et, sous les ordres des maîtres, exécute toutes les opérations de la garniture (mâtes et vergues), du gréement et de la manœuvre. Les matelots les plus qualifiés dans le maniement des voiles étaient appelés gabiers et étaient très recherchés.
Un officier de marine très compétent était dit « bon matelot » aux XVIIe et XVIIIe siècles, mais le terme avait dans la bouche de certains officiers généraux quelque chose de méprisant : dire d’un officier qu’il était « bon matelot » signifiait aussi, bien qu’il sût naviguer, qu’il était inapte à commander, notamment au combat. L’officier-matelot (roturier) était en quelque sorte un bon pilote par rapport à l’officier-homme d’épée (gentilhomme), réputé seul capable d’exercer un commandement militaire. Néanmoins, Colbert qualifia Ruyter d’« habile matelot » et écrivit à Duquesne que le Hollandais était peut-être même « le plus grand » (1676).
« Matelot » qualifie aussi le camarade avec lequel un marin partage alternativement son hamac en fonction de leurs quarts respectifs, ou tout simplement un bon copain de sortie, par exemple. Enfin, dire d’un bâtiment qu’il est le « matelot avant » (ou arrière) de tel autre bâtiment signifie qu’il le précède (ou le suit) immédiatement dans une formation en ligne de file. De nos jours, le terme désigne toujours la distinction la plus basse du corps des équipages.

## Domaine militaire

### France

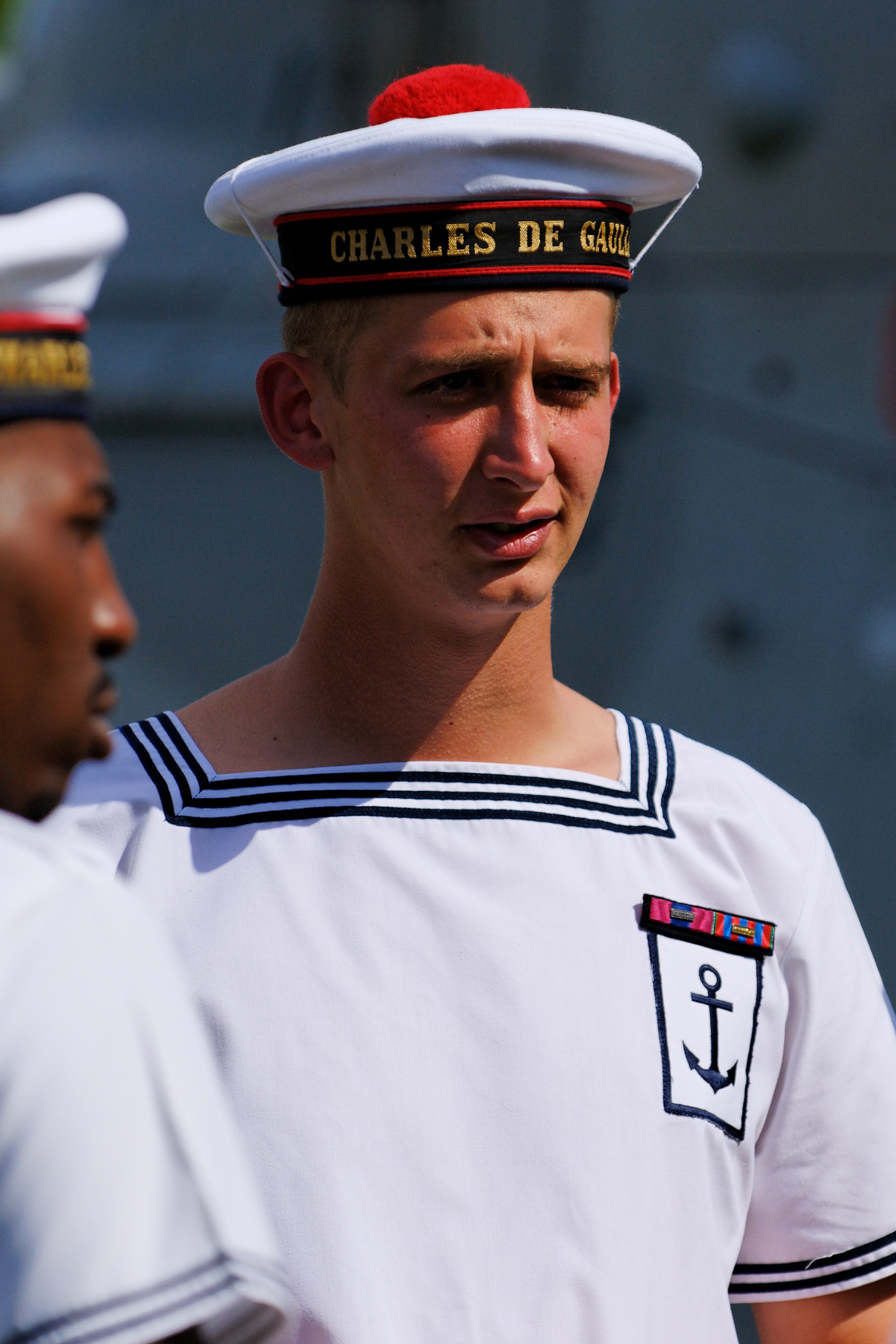
Matelot de 2e classe embarqué sur le porte-avions nucléaire Charles de Gaulle.

Dans la Marine nationale, matelot n'est pas un grade mais une distinction (le premier grade est quartier-maitre de 2e classe). Le Matelot de 2e classe est la toute première distinction dans l’ordre hiérarchique du corps des équipages de la flotte de la Marine nationale. Le Manchon sans chevron est en théorie porté par les mousses tout au long de leurs scolarité à l’École des mousses. En principe, tout matelot ayant terminé ses classes reçoit le brevet d’équipage, ce qui lui confère la distinction de la 1re classe. Les spécialités sont :
- Opérateur de manutention des aéronefs : préparation et mise en place des aéronefs de la marine à bord des bateaux ;
- Opérations navales : radars, informatique et mise en œuvre des systèmes de transmission ;
- Matelot guetteur de la flotte : instruments de navigation, surveillance des côtes ;
- Mécanicien et électrotechnicien naval : maintenance et fonctionnement des moteurs de tous types ;
- Opérateur de maintenance aéronautique : mise en conditions et maintenance des aéronefs ;
- Matelot fusilier marin : surveillance et sécurité des unités de la marine ;
- Opérateur pont-navire : appareillage, accostage, ravitaillement à la mer ;
- Matelot marin pompier : prévention et sécurité des personnes et du matériel ;
- Assistant administratif : assurer le soutien administratif de la marine ;
- Matelot restaurateur / Matelot cuisinier : gestion, cuisine, service, etc.

Mousse.
Matelots de 1re et 2e classe.

### Canada
Il existe quatre grades de matelot dans la Marine royale canadienne.

Matelot de 3e classe (Mat3) ou Ordinary Seaman en anglais.
Matelot de 2e classe (Mat2) ou Able Seaman en anglais.
Matelot de 1re classe (Mat1) ou Leading Seaman en anglais.
Matelot-chef (Matc) ou Master Seaman en anglais.